# Palavela
Torino Palavela je pokrita dvorana v Torinu, Italija. Na XX. zimskih olimpijskih igrah je bila prizorišče umetnostnega drsanja in hitrostnega drsanja na kratke proge.
- Photos